# Teorija vsega (film)
Teorija vsega (izvirno angleško The Theory of Everything) je biografska romantična drama, ki se dogaja na Univerzi v Cambridgeu in prikazuje življenje teoretičnega fizika Stephena Hawkinga. Režiral ga je James Marsh, Anthony McCarten pa je prilagodil scenarij po spominih Potovanje do neskončnosti: Moje življenje s Stephenom, ki jih je napisala Hawkingova bivša žena Jane. V ospredje postavlja odnos z bivšim možem, njegovo diagnozo amiotrofično lateralno sklerozo (ALS, znan tudi kot Lou Gehrigova bolezen ali bolezen motoričnega nevrona) in njegov uspeh v fiziki. Glavni vlogi sta odigrala Eddie Redmayne in Felicity Jones, stranske pa Charlie Cox, Emily Watson, Simon McBurney, Christian McKay, Harry Lloyd in David Thewlis. Film je svetovno premiero doživel na mednarodnem filmskem festivalu v Torontu 7. septembra 2014. Premiera v Združenem kraljestvu je bila 1. januarja 2015.
Film je prejel pozitivne kritike, pohvale za glasbeno podlago, kinematografijo in igro Jonesove in še posebej Redmaynea, ki si je prislužil nominacije za različne nagrade na filmskih festivalih. Osvojil je tudi oskarja za najboljšega igralca. Film je prejel tudi nominacije za oskarja za najboljši film, za najboljšo igralko (Jonesova), za najbolje prilagojen scenarij in najboljšo izvirno glasbo (Jóhannsson). Film je prejel deset nominacij za nagrado Britanske akademije filmskih nagrad (BAFTA) in osvojil nagrade za najboljši britanski film, najboljšega glavnega igralca (Redmayne) in najbolje prilagojen scenarij (McCarten). Film je prejel še štiri nominacije za zlati globus in zmagal v kategorijah za najboljšega igralca v filmski drami (Redmayne) in najboljšo izvirno glasbo (Jóhannsson). Prav tako je prejel tri nominacije za nagrade združenja Screen Actors Guild, osvojil pa jo je Redmayne kot najboljši moški igralec v vodilni vlogi.

## Zgodba
Na univerzi v Cambridgeu se spoznata in zaljubita študent astrofizike Stephen Hawking in študentka književnosti Jane Wilde. Stephen je odličen pri matematiki in fiziki, vendar so njegovi prijatelji in profesorji zaskrbljeni, ker še nima teme oziroma teze za doktorsko nalogo. Ko se Stephen s profesorjem Dennisom Sciamo udeleži predavanja o črnih luknjah, dobi zamisel, da so morda črne luknje pripomogle k nastanku vesolja. Na to temo se odloči napisati svojo nalogo.
Med delom na raziskavi Stephenove mišice postanejo šibkejše. Sčasoma pade in se udari v glavo. Po pregledu pri zdravniku izve, da ima bolezen motoričnega nevrona, zaradi česar čez čas ne bo mogel več govoriti, požirati, dihati ali premikati večine telesa. Napovejo mu dve leti življenja. Stephen vpraša, kaj se bo zgodilo z njegovimi možgani. Zdravnik pove, da bolezen ne bo vplivala nanje ali na njegove misli, vendar jih sčasoma ne bo mogel več izražati. Stephen se zagrenjen zakoplje v delo in odriva Jane od sebe. Ta mu prizna, da ga ljubi. Njegovemu očetu pove, da namerava ostati s Stephenom, čeprav se bo njegovo stanje slabšalo. Poročita se in dobita sina.
Stephen predstavi svojo tezo o nastanku vesolja. Trdi, da je črna luknja ustvarila vesolje v velikem poku, da pa bo oddajala toploto in se bo sčasoma vse končalo v velikem krču. Med praznovanjem uspešnega zagovora naloge z Jane in prijatelji Stephen spozna, da ne more več hoditi, zato začne uporabljati invalidski voziček.
Po rojstvu drugega otroka, hčerke, Stephen razvije teorijo o vidljivosti črnih lukenj in postane svetovno znan fizik. Jane se osredotoča na otroke in Stephenovo zdravje. Zaradi njegove naraščajoče slave ne more delati na lastni nalogi in postane zafrustrirana. Stephen ji pove, da bo razumel, če bo najela pomoč. Jane se pridruži cerkvenemu pevskemu zboru, kjer spozna vdovca Jonathana, s katerim postaneta tesna prijatelja. Zaposli ga kot učitelja klavirja za sina, Jonathan pa spozna celotno družino in pomaga Stephenu, podpira Jane in se igra z otroki.
Ko Jane rodi še enega sina, Stephenova mama vpraša Jane, ali je otrok Jonathanov, kar pa zanika. Jonathan sliši pogovor in je užaljen, vendar ko sta sama z Jane, si priznata čustva. Jonathan se odmakne od družine, vendar ga obišče Stephen in mu pove, da ga Jane potrebuje.
Ko Jane in Jonathan odpeljeta otroke na taborjenje, je Stephen povabljen, da se udeleži operne prireditve v Bordeauxu, kjer pa stakne pljučnico. Odpeljejo ga v bolnišnico, kjer zdravnik Jane pove, da Stephen potrebuje traheotomijo, zaradi česar pa ne bo mogel več govoriti. Jane pristane na poseg.
Stephen se najprej nauči uporabljati črkovalno ploščo, ki mu služi za komunikacijo z Elaine, njegovo novo oskrbovalko. Nato prejme računalnik z vgrajenim glasovnim sintetizatorjem, na katerega napiše knjigo Kratka zgodovina časa, ki postane svetovna uspešnica.
Stephen pove Jane, da je bil povabljen v Ameriko, da bi prejel nagrado in da bo sabo vzel Elaine. Jane se spoprime s spoznanjem, da je z njunim zakonom konec in mu reče, da je naredila vse najboljše zanj. Strinjata se z ločitvijo. Stephen gre na predavanje z Elaine, kjer se zaljubita, Jane pa se ponovno združi z Jonathanom. Na predavanju Stephen vidi, kako je študentki padlo pero na tla. Predstavlja si, kako vstane in ji ga vrne, pri tem pa mu gre na jok, ko pomisli, kako ga je bolezen prizadela. Nadaljuje z navdihujočim govorom, v katerem pove: »Ne sme biti meja človeškim prizadevanjem. Vsi smo različni. Čeprav se zdi življenje še tako slabo, še zmeraj lahko nekaj storite in uspete. Dokler obstaja življenje, obstaja upanje.«
Stephen povabi Jane na sprejem h kraljici Elizabeti II., kjer prejme red za zasluge. Z otroki preživita srečen dan, Stephen pa reče Jane: »Poglej, kaj sva ustvarila.«
Zatem sledi kratka serija insertov iz filma v obratni smeri vse do trenutka, ko je Stephen prvič zagledal Jane. Na koncu se pojavi zapis s poznejšim dogajanjem. Jane in Jonathan sta srečno poročena, Jane je uspela doktorirati. S Stephenom sta ostala dobra prijatelja. Stephen je zavrnil viteški red za zasluge in nadaljuje s svojim raziskovanjem brez načrtov za upokojitev.

## Igralska zasedba
- Eddie Redmayne kot Stephen Hawking
- Felicity Jones kot Jane Hawking
- Charlie Cox kot Jonathan Jones
- David Thewlis kot Dennis William Sciama
- Simon McBurney kot Frank Hawking, Stephenov oče
- Emily Watson kot Beryl Wilde, Janina mama
- Maxine Peake kot Elaine Mason, Stephenova druga žena
- Harry Lloyd kot Brian, Stephenov prijatelj
- Guy Oliver-Watts kot George Wilde, Janin oče
- Abigail Cruttenden kot Isobel Hawking, Stephenova mama
- Charlotte Hope kot Phillipa Hawking, Stephenova sestra
- Lucy Chappell kot Mary Hawking, Stephenova sestra
- Christian McKay kot Roger Penrose
- Enzo Cilenti kot Kip Stephen Thorne
- Georg Nikoloff kot Izak Markovič Halatnikov
- Alice Orr-Ewing kot Diana King, sestra Stephenovega prijatelja Basila
- Stephen Hawking je dodal svoj sintetiziran glas
- Frank Leboeuf kot švicarski zdravnik
- Michael Marcus kot Ellis, Stephenov prijatelj

## Produkcija

### Razvoj
Scenarist Anthony McCarten se je zanimal za Hawkinga vse odkar je leta 1988 prebral njegovo temeljno knjigo Kratka zgodovina časa. Leta 2004 je prebral še spomine Jane Hawking Potovanje v neskončnost: Moje življenje s Stephenom in začel pisati scenarij, prirejen po tej knjigi, čeprav ni imel zagotovila, da bo to kdaj posneto. Po več osnutkih ga je leta 2009 preko skupnega agenta Craiga Bernsteina predstavil producentki Lisi Bruce.
Bruceova je s McCartenom na projektu delala tri leta, naposled sta vendarle prepričala Jane Hawking, da je privolila v filmsko adaptacijo njene knjige, o čemer je Bruceova povedala: »Bilo je veliko pogovorov, veliko kozarceh sherryja in veliko skodelic čaja.« 18. aprila 2013 so potrdili Jamesa Marsha za režiserja, za lokacije snemanja Cambridge in druge kraje po Združenem kraljestvu, prav tako je že bil Eddie Redmayne izbran za glavno moško vlogo. 23. junija 2013 so razkrili, da naj bi glavno žensko vlogo odigrala Felicity Jones. 8. oktobra 2013 so naznanili, da se bosta igralski zasedbi pridružila Emily Watson in David Thewlis. Za producente so bili izbrani Tim Bevan, Eric Fellner, Lisa Bruce in Anthony McCarten.
Marsh je preučeval arhivske fotografije, da bi filmu dal avtentičnost. Povedal je: »Ko smo imeli Stephenove fotografije in dokumentarne posnetke, ki so bili povezani z našo zgodbo, smo jih poskušali reproducirati, kolikor smo lahko.« Redmayne se je srečal s samim Hawkingom in komentiral: »Celo zdaj, ko se ne more premakniti, lahko še zmeraj vidite lesk v njegovih očeh.« Upodobitev Hawkinga na platnu je opisal kot zajeten izziv in dodal, da je resnična težava pri snemanju filma ta, da ne snemajo kronološko. Poskusili so prikazati njegovo fizično slabšanje, ob tem pa vsak dan še zmeraj ohranjanje iskrice, duhovitosti in humorja, ki ga premore.
Redmayne je porabil šest mesecev za raziskovanje Hawkingovega življenja in pogledal natančno vsak intervju, ki ga je našel o njem. Študiral je njegov naglas in govorne vzorce z mentorico Julio Wilson-Dickson, da bi se pripravil na vlogo. Marsh je povedal, da to, kar je moral narediti Redmayne, ni bilo enostavno: »Moral je preživeti ogromno težkih pripravil in tudi sprejeti težko fizično vlogo. Ne gre samo za invalidnost. Pravzaprav je moral prikazati potek bolezni, ki razjeda telo, um pa mora projicirati izven te erozije.« Dodal je, da mu je Hawking dal svoj blagoslov in razkril, da je bil Hawkingov odziv zelo pozitiven, ponudil se je celo, da posodi svoj pravi glas, ki ga uporablja. Tako je glas v zadnjem delu filma pravzaprav Stephenov dejanski elektronski glas, ki ga je uporabljal. Občinstvu mednarodnega filmskega festivala v Torontu (TIFF) je bilo razkrito, da je medicinska sestra morala obrisati solzo s Hawkingovega lica ob predvajanju.
Jane Hawking je v oddaji Woman's Hour na BBC-jevem Radiu 4 govorila o več srečanjih z Jonesovo, ko se je ta pripravljala na vlogo. Ko je videla končno verzijo filma, je bila presenečena, ko je videla, da je Jonesova v svoj nastop vključila tudi njene kretnje in govorne vzorce.

### Snemanje
8. oktobra 2013 so pričeli z glavnim snemanjem, ki je potekalo na Univerzi v Cambridgeu in na drugih lokacijah v Cambridgeshireu ter po Združenem kraljestvu. Pred tem je studio Working Title med 23. in 27. septembrom snemal na travniku pred stavbo novega sodišča, kjer so posneli prizor, umeščen v leto 1963. 24. septembra so snemali na kolidžu St John in še nekaj drugih prizoriščih. Zadnje od zunanjih prizorišč je bilo na May Ballu. Naslednji dan je potekalo še snemanje v predavalnici, preostanek pa potem v studiu v zadnjih petih tednih produkcije.
Strokovnjaki za pirotehniko iz podjetja Titanium Fireworks, ki so razvili zaslone za olimpijske igre v Londonu leta 2012, so poskrbeli za tri enake ognjemete na prizorišču kolidža Trinity za sceno na May Ballu.

### Glasba
Avtor glasbe za film je Johann Johannsson. Njegovo glasbo za film so opisali kot ''prepoznavno mešanico akustičnih inštrumentov in elektronike.'' Johannsson je komentiral, da vedno meša plasti posnetkov v živo (ne glede na to, ali gre za orkester, skupino ali solistični inštrument) z elektroniko in bolj zvočnimi elementi, ki lahko prihajajo iz različnih virov. Njegove skladbe so kritiki pohvalili, nominiran je bil za oskarja za najboljšo izvirno glasbo, nagrado BAFTA za najboljšo filmsko glasbo, nagrado za najboljšo glasbo po izbiri kritikov (Critics' Choice) in nagrado grammy za najboljšo glasbo. Osvojil je zlati globus za najboljšo izvirno glasbo. Glasbo so posneli v studiu Abbey Road.
Pesem, ki se predvaja med zadnjim prizorom Hawkinga in njegove družine na vrtu ter povratnim prebliskom, ima naslov The Arrival of the Birds, ki jo je zložil in izvedel The Cinematic Orchestra, izvirno iz glasbe dokumentarca o naravi iz leta 2008 The Crimson Wing: Mystery of the Flamingos.

### Postprodukcija
Med montažo so filmski ustvarjalci poskušali poustvariti Hawkingov sintetizirani glas, vendar jim ni uspelo, kot so želeli. Hawkingu je bil film tako všeč, da jim je dovolil uporabo njegovega lastnega sintetiziranega glasu, ki se ga tako sliši v končni verziji filma.

## Zgodovinska točnost
Ustvarjalci so si v filmu dopustili nekaj umetniške svobode glede zgodovinske točnosti dogajanja. Med pisanjem za filmski blog britanskega dnevnega časopisa The Guardian je Michelle Dean zapisala:
»V promocijskem materialu filma Teorija vsega je navedeno, da temelji na spominih Jane Hawking o njenem zakonu – knjigi, ki je v Združenem kraljestvu izšla pod naslovom Music to Move the Stars in nato ponovno pod naslovom Potovanje do neskončnosti (Traveling to Infinity). Toda scenaristi so dejstva preuredili tako, da so ta ustrezala določenim dramskim zaletom. In čeprav se to vedno zgodi v filmih, ki temeljijo na resnični zgodbi, je obseg odmika v tem filmu nenavadno velik. Film postane skoraj nepošten – na način, ki se zdi nepošten do obeh strani in nenavadno, zlasti do same Jane Hawking.«
V reviji Slate je L. V. Anderson zapisal, da je ''Stephen, ki ga igra Eddie Redmayne, veliko nežnejši in bolj občutljiv'' od tistega v knjigi Potovanje do neskončnosti. V tem članku je nadalje opozoril, da lik Briana, Hawkingovega najbližjega prijatelja v Cambridgeu v filmu ne temelji na resnični osebi, temveč je sestavljen iz več njegovih prijateljev iz resničnega življenja.
Film spremeni tudi nekatere podrobnosti o začetku zveze med Stephenom in Jane, vključno s tem, kako sta se spoznala, pa tudi to, da je Jane vedela za njegovo bolezen, preden sta začela hoditi. Članek v Slateu tudi komentira, da film podcenjuje Hawkingovo trmo in zavračanje zunanje pomoči.
Za The Guardian je Dean zaključil z besedami:
»Film razpad njune zveze predstavi kot lep, s solzami prepojen, medsebojno spoštljiv pogovor. Seveda se tudi to v resnici ni zgodilo. Knjiga Jane Hawking opisuje dolgotrajen razhod, ki pride do vrhunca s kričečim prepirom na počitnicah. Opisala je tudi svoje uničenje, ko ji je Hawking v pismu sporočil, da jo zapušča zaradi svoje poznejše druge žene Elaine Mason. Na koncu je bil z njo poročen 10 let, preden je tudi ta zveza razpadla, šele nato sta z Jane popravila odnos. Tudi to film priredi. Poskuša prikazati, kot da je do ponovnega zbližanja prišlo, ko je Hawking leta 1989 prejel odlikovanje, vendar je to prejel pred njunim razhodom.«
Fizik Adrian Melott, nekdanji študent Dennisa Sciame, Hawkingovega mentorja za doktorat, ki je prav tako upodobljen v filmu, je filmski prikaz Sciame ostro kritiziral.
V filmu med Stephenovim obiskom opere v Bordeauxu je njegov spremljevalec pravzaprav njegov doktorski študent Raymond LaFlamme.
Film prikazuje, da je Stephenov glas vzet iz telefonske tajnice. V resnici gre za glas dr. Dennisa H. Klatta.

## Izid
8. oktobra 2013 je Universal Pictures International pridobil pravice za mednarodno distribucijo filma.
10. aprila 2014 je Focus Features pridobil distribucijske pravice za film v ZDA z načrtom omejene kinematografske izdaje za leto 2014. Pravice za Kanado je dobil Entertainment One Films. Prvi napovednik filma je izšel 7. avgusta 2014.
Film je bil premierno predvajan na mednarodnem filmskem festivalu v Torontu (TIFF) 7. septembra 2014 v sklopu programa Posebne predstavitve.
Omejen izid je v ZDA doživel 7. novembra 2014, v naslednjih tednih pa so ga predvajali tudi na Tajvanu, v Avstriji in Nemčiji še pred izidom v Združenem kraljestvu 1. januarja 2015, po katerem je nato bil predstavljen v vsej Evropi.

## Sprejem

### Zaslužek
Film Teorija vsega je po vsem svetu zaslužil 122 873 310 dolarjev, največ v Severni Ameriki (preko 35 milijonov) in Združenem kraljestvu (več kot 31 milijonov). 7. novembra 2014 je izšla severnoameriška omejena izdaja za pet kinematografov in je v prvem vikendu zaslužila preko 207 tisoč dolarjev, v povprečju preko 41 tisoč na kinematograf. S širšim predvajanjem so pričeli 26. novembra v 802 kinematografih. Film je zaslužil 5 milijonov ameriških dolarjev in debitiral na sedmem mestu na lestvici glede na zaslužek. V tednu, v katerem se je praznovalo zahvalni dan, je prinesel 6,4 milijona dolarjev dobička.

### Odziv kritikov
Zbiralnik filmskih ocen Rotten Tomatoes je zabeležil 80 % oceno na podlagi 273-ih mnenj s povprečno oceno 7,3 od 10. Konsenz na strani se glasi: »Teorija vsega je delno biografski film, delno ljubezenska zgodba, ki temelji na dovršeni režiji Jamesa Marsha in moči njegovih dveh glavnih igralcev.« Metacritic je filmu podelil povprečno oceno 71 od 100, temelji pa na 47-ih kritikah, kar kaže na splošno dobro mnenje.
Catherine Shoard iz The Guardiana je zapisala, da je Redmayneova igra ''osupljiva'' in da jo je ''mogoče primerjati z Danielom Day-Lewisom v My Left Foot.'' Lou Lumenick je v svoji recenziji za The New York Post film označil za ''izjemno ganljiv in navdihujoč.'' Justin Chang je za Variety zapisal, da gre za ''vznemirljivo in grenko-sladko ljubezensko zgodbo, ki je prepletena z okusnim dobrim humorjem.'' Nadaljeval je s pohvalo ''odličnih predstav'' Redmaynea in Jonesove ter zelo pozitivno komentiral tudi Johannssonovo partituro, čigar ''arpeggiu podobna ponavljanja in razvijanja spominjajo na skladbe Philipa Glassa.'' Hvalil je tudi produkcijsko zasnovo Johna Paula Kellyja in kostume Stevena Noblea. Leslie Felperin iz The Hollywood Reporterja je o filmu menil: »Trdno, ustrezno ganljivo poročilo o njunem zapletenem razmerju, ki je trajalo približno 25 let in je bilo narejeno z brezhibnim profesionalnim sijajem.« Pohvalil je Delhommeovo kinematografijo kot ''bujne, zapleteno osvetljene kompozicije'' in dodal, da gre za ''sijaj, zaradi katerega je film doslednjo gledljiv.'' Johannssonovo glasbo je ocenil kot ''nežno natančnost z neizrekljivo znanstveno kakovostjo.'' Tim Robey iz Daily Telegrapha je filmu prav tako namenil pozitivno recenzijo z navedbo: »Teorija vsega se v svoji zgoščeni oceni Hawkingove kozmologije upogiba, da bi govorila laiku, in se opira na veliko navdiha iz druge roke. Vendar si to teorijo sposoja iz pravih virov. In to je nekaj.« S tem je hvalil Redmayneovo igro, McCartenov scenarij in Delhommeovo kinematografijo. Pete Hammond iz Deadline Hollywooda je pohvalil McCartenov scenarij in Marshovo režijo, o sprejemu filma v Torontu pa je zapisal: »Če bi rekel, da je bil odziv tukaj navdušen, ne bi podcenjeval entuziazma, ki sem ga slišal – ne samo od poznavalcev, ampak tudi od predstavnikov Akademije, s katerimi sem govoril. Eden od njih mi je rekel, da je prišel z velikimi pričakovanji glede kakovostnega filma, ta jih je pa presegel.«
Film ni bil brez nasprotnikov. Nekateri so kritizirali Marshovo osredotočenost na Hawkingovo romantično življenje namesto na njegove znanstvene dosežke. Alonso Duralde iz The Wrapa je izjavil, da »Hawkingove inovacije in zavračanje zastarelih načinov razmišljanja zgolj poudarjajo popolno konvencionalnost njegove filmske biografije«. Eric Kohn iz Indiewirea je dodal, da "biografski film Jamesa Marsha pozdravlja predanost slavnega fizika, vendar ne raziskuje njegovih briljantnih idej". Dennis Overbye iz The New York Timesa je opozoril:
»Film si ne zasluži nikakršnih nagrad za svoje naključno zamegljevanje znanstvenega dela dr. Hawkinga, zaradi česar gledalci ne vedo, zakaj je tako znan. Namesto da bi pokazal, kako je spodkopal tradicionalne predstave o prostoru in času, se ukvarja z versko občutljivostjo o tem, kaj njegovo delo pove ali ne pove o obstoju Boga, kar je v resnici zelo malo.
Za filmski blog The Guardiana je Michelle Dean trdila, da film dela medvedjo uslugo Jane Wilde Hawking, ker ''preureja dejstva na način, da ustrezajo določenim dramatičnim kontekstom ... Teorija vsega hudičevo želi ohraniti kliše."
Producenti filma, scenarist, režiser Marsh in igralca Redmayne in Jonesova so bili splošno priljubljeni zaradi uspešnega osvajanja nagrad.

### Nagrade
Film je po izidu prejel več nagrad in nominacij. Na 87. podelitvi oskarjev je bil nominiran v kategorijah najboljši film, najboljši igralec (Eddie Redmayne), najboljša igralka (Felicity Jones), najboljši prirejeni scenarij (Anthony McCarten) in najboljša izvirna glasba (Johann Johannsson). Edini prejemnik nagrade je bil na koncu Eddie Redmayne. Film je bil nominiran za deset nagrad Britanske filmske akademije (BAFTA). Zmagal je v kategorijah za najboljši prirejeni scenarij, najboljši britanski film in najboljšega igralca). Nominiran je bil še za pet nagrad združenja filmskih kritikov (Critics' Choice Movie Awards) in tri nagrade Igralskega ceha (Screen Actors Guild Awards). Na 72. podelitvi zlatih globusov je Redmayne prejel nagrado za najboljšega igralca v filmski drami, Johannsson pa za najboljšo izvirno glasbo. Ob tem sta bila nominirana tudi sam film in Jonesova. Produkcijski oblikovalec John Paul Kelly si je prislužil nominacijo za odličnost v produkcijskem oblikovanju s strani Ceha umetniških direktorjev, medtem ko so bili producenti nominirani za najboljši film s strani Ceha ameriških producentov.